# (94) Aurora
(94) Aurora ist ein Asteroid des äußeren Hauptgürtels, der am 6. September 1867 vom US-amerikanischen Astronomen James Craig Watson am Detroit Observatory in Ann Arbor entdeckt wurde.
Der Asteroid wurde benannt nach Aurora, der römischen Entsprechung von Eos, der Göttin der Morgenröte in der griechischen Mythologie. Die Benennung erfolgte durch die Astronomische Gesellschaft.

## Wissenschaftliche Auswertung
Mit Daten radiometrischer Beobachtungen im Infraroten am Cerro Tololo Inter-American Observatory in Chile im Jahr 1974 wurden für (94) Aurora erstmals Werte für den Durchmesser und die Albedo von 229 km und 0,02 bestimmt. Eine Beobachtung im März 1976 am Kitt-Peak-Nationalobservatorium in Arizona ergab Werte von 179 km und 0,03. Aus Ergebnissen der IRAS Minor Planet Survey (IMPS) wurden 1992 Angaben zu Durchmesser und Albedo für zahlreiche Asteroiden abgeleitet, darunter auch (94) Aurora, für die damals Werte von 204,9 km bzw. 0,04 erhalten wurden. Bei hochaufgelösten Aufnahmen mit dem Adaptive Optics (AO)-System am Teleskop II des Keck-Observatoriums auf Hawaiʻi im Infraroten am 7. Dezember 2003 wurde der mittlere Durchmesser zu 169 km bestimmt und das Achsenverhältnis der elliptischen Gestalt bestimmt. Eine Auswertung von Beobachtungen durch das Projekt NEOWISE im nahen Infrarot führte 2011 zu vorläufigen Werten für den Durchmesser und die Albedo im sichtbaren Bereich von 187,5 km bzw. 0,05. Nach neuen Messungen mit NEOWISE wurden die Werte 2014 auf 173,8 km bzw. 0,05 geändert. Nach der Reaktivierung von NEOWISE im Jahr 2013 und Registrierung neuer Daten wurden die Werte 2015 mit 207,6 km bzw. 0,04 angegeben, diese Angaben beinhalten aber hohe Unsicherheiten. Mit einer Auswertung von 13 Sternbedeckungen durch den Asteroiden konnte in einer Untersuchung von 2020 ein mittlerer Durchmesser von 193,5 ± 6,2 km bestimmt werden.
Photometrische Beobachtungen von (94) Aurora fanden erstmals statt vom 29. August bis 1. September 1979 am Table Mountain Observatory in Kalifornien. Aus der gemessenen Lichtkurve wurde eine Rotationsperiode von 7,22 h abgeleitet. Auch die Daten einer weiteren Beobachtung am La-Silla-Observatorium in Chile während einer einzelnen Nacht am 7. August 1984 passten zu dieser Periode.
Mit Hilfe zahlreicher Lichtkurven von Beobachtungen am Observatorium Borówiec in Polen und am South African Astronomical Observatory (SAAO) aus den Jahren 1998 bis 2010 konnte in einer Untersuchung von 2011 mit der Methode der konvexen Inversion ein Gestaltmodell für den Asteroiden berechnet werden. Außerdem gelang es, zwei alternative Lösungen für die Lage der Rotationsachse mit einer prograden Rotation zu erhalten. Die Achse liegt in beiden Fällen nur wenig gegen die Ekliptik geneigt. Als Rotationsperiode wurden 7,22619 h bestimmt.

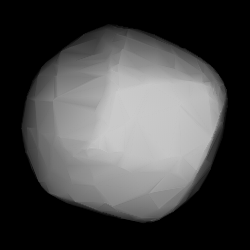
Berechnetes 3D-Modell von (94) Aurora

Die Auswertung von 22 archivierten Lichtkurven und zusätzlichen Daten der Lowell Photometric Database ermöglichte dann in einer Untersuchung von 2016 erneut die Erstellung eines Gestaltmodells für den Asteroiden und die Angabe zweier alternativer Lösungen für die Position der Rotationsachse, jeweils nahezu in der Ebene der Ekliptik gelegen, und einer Periode von 7,22619 h. Eine Neubewertung der Daten ergab, dass eine dieser beiden Polorientierungen etwas besser zu Adaptive-Optics-Aufnahmen vom 28. September 2002 und vom 7. Dezember 2003 (siehe oben) sowie Beobachtungen von Sternbedeckungen am 26. Februar 2004 in Japan und vom 25. November 2009 in den USA passte, die zweite Pollösung konnte jedoch nicht gänzlich verworfen werden. Für die Größe des Asteroiden gab es die erste nicht-radiometrische Bestimmung zu einem volumenäquivalenten Durchmesser von 196 ± 4 km. Aufgrund einer schlechten Massenschätzung von 2012 (siehe unten) war die abgeleitete Schüttdichte von 1,6 g/cm³ mit einer großen Unsicherheit behaftet. Andererseits fällt die Dichte in einen typischen Bereich für Objekte des taxonomischen C-Typs.
Mit dem Weltraumteleskop Transiting Exoplanet Survey Satellite (TESS) konnten während dessen Durchmusterung des Südhimmels 2018 bis 2019 auch Objekte des Sonnensystems beobachtet werden. Dabei wurden auch die Lichtkurven von fast 10.000 Asteroiden aufgezeichnet. Für (94) Aurora wurde aus Messungen etwa vom 25. Juli bis 6. August 2018 eine Rotationsperiode von 7,2265 h abgeleitet.
Die Auswertung astrometrischer Daten, die bei der Begegnung von (94) Aurora mit anderen Asteroiden von der Raumsonde Gaia aufgezeichnet wurden, führte in einer Untersuchung von 2007 zu einer Abschätzung der Masse von (94) Aurora zu 7,36·1018 kg bei einer Unsicherheit von ±5 %. Neue Abschätzungen von Masse und Dichte für den Asteroiden aufgrund von gravitativen Beeinflussungen auf Testkörper ergaben in einer Untersuchung von 2012 eine Masse von etwa 6,23·1018 kg, was mit einem angenommenen Durchmesser von etwa 186 km zu einer Dichte von 1,83 g/cm³ führte bei einer Porosität von 18 %. Diese Werte besitzen allerdings eine Unsicherheit im Bereich von ±60 %. Nach einer Begegnung von (94) Aurora mit dem etwa 5,3 km großen Asteroiden (115559) 2003 UK78 am 11. Juli 2018 bis auf etwa 0,69 Mio. km Distanz (entsprechend etwa dem 1,8-fachen mittleren Abstand Erde-Mond) bei einer Relativgeschwindigkeit von 1,1 km/s wurden die präzisen Positionsdaten des Gaia DR3-Katalogs ausgewertet und daraus für (93) Aurora eine Masse von 3,22·1018 kg und bei einem angenommenen Durchmesser von etwa 195 km eine Dichte von 0,82 g/cm³ bestimmt.